# John Graham (häcklöpare)
John Graham, född 20 november 1965, är en friidrottare från Kanada. Han deltog vid olympiska sommarspelen 1988.